# Asplenium × stotleri
Asplenium × stotleri là một loài dương xỉ trong họ Aspleniaceae. Loài này được Wherry pro. sp. mô tả khoa học đầu tiên năm 1925.